# Witte Molen (Sint-Niklaas)
De Witte Molen is een windmolen in de Belgische stad Sint-Niklaas. Het gebouw staat in de Priesteragiewijk.

## Geschiedenis
De Witte Molen is een witte grondzeiler met een achthoekig grondplan en werd gebouwd in 1696. Het gebouw werd opgericht op grond van de toenmalige abdis van de Abdij van Roosenberg. Oorspronkelijk was het een oliemolen, maar in 1850 werd deze omgevormd tot korenmolen. In 1943 kreeg het de status van een beschermd monument.
Tot 1976 is het gebouw steeds in privéhanden geweest. In dat jaar kwam het gebouw in handen van de stad. Van 1981 tot 1982 werd de molen gerestaureerd. Het jaar daarop liep het gebouw schade op door een storm, die werd hersteld in 1985. Aan het begin van de 21e eeuw werd een volgende renovatie uitgevoerd. Deze duurde van 2004 tot april 2006 en heeft de molen weer maalvaardig gemaakt. In 2013 kreeg de molen de onderscheiding 'actieve molen' van de Vlaamse Overheid.

## Galerij

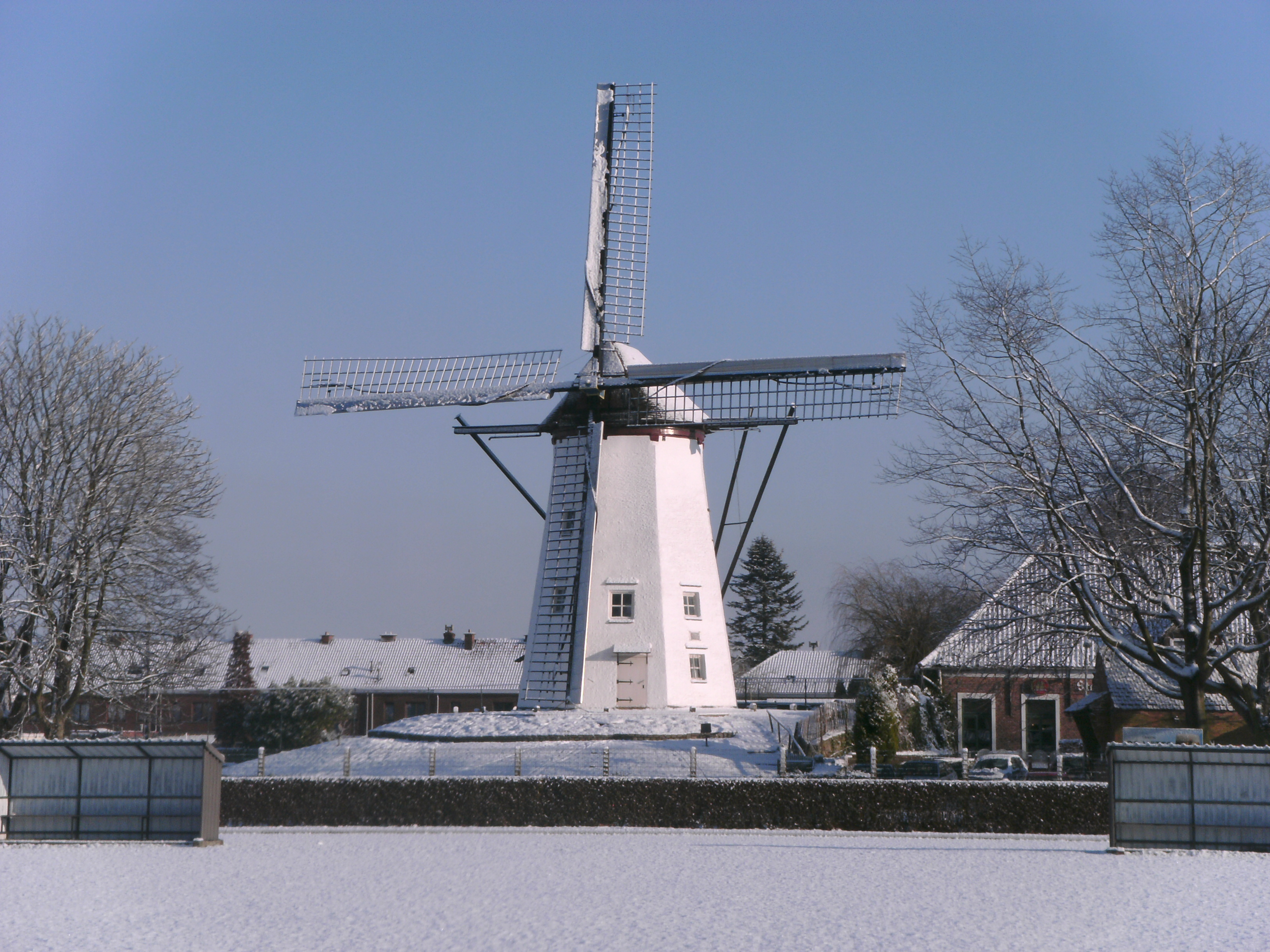
De Witte Molen in de winter
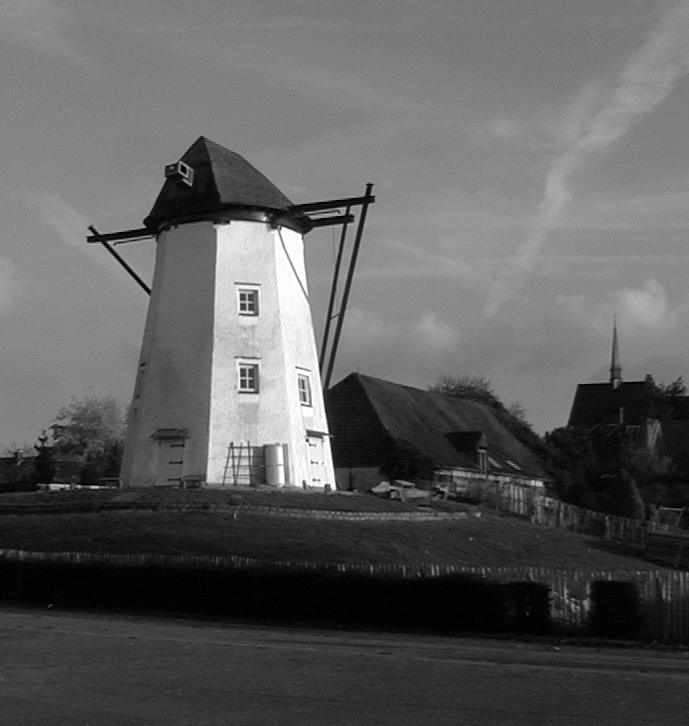
De Witte Molen zonder wieken
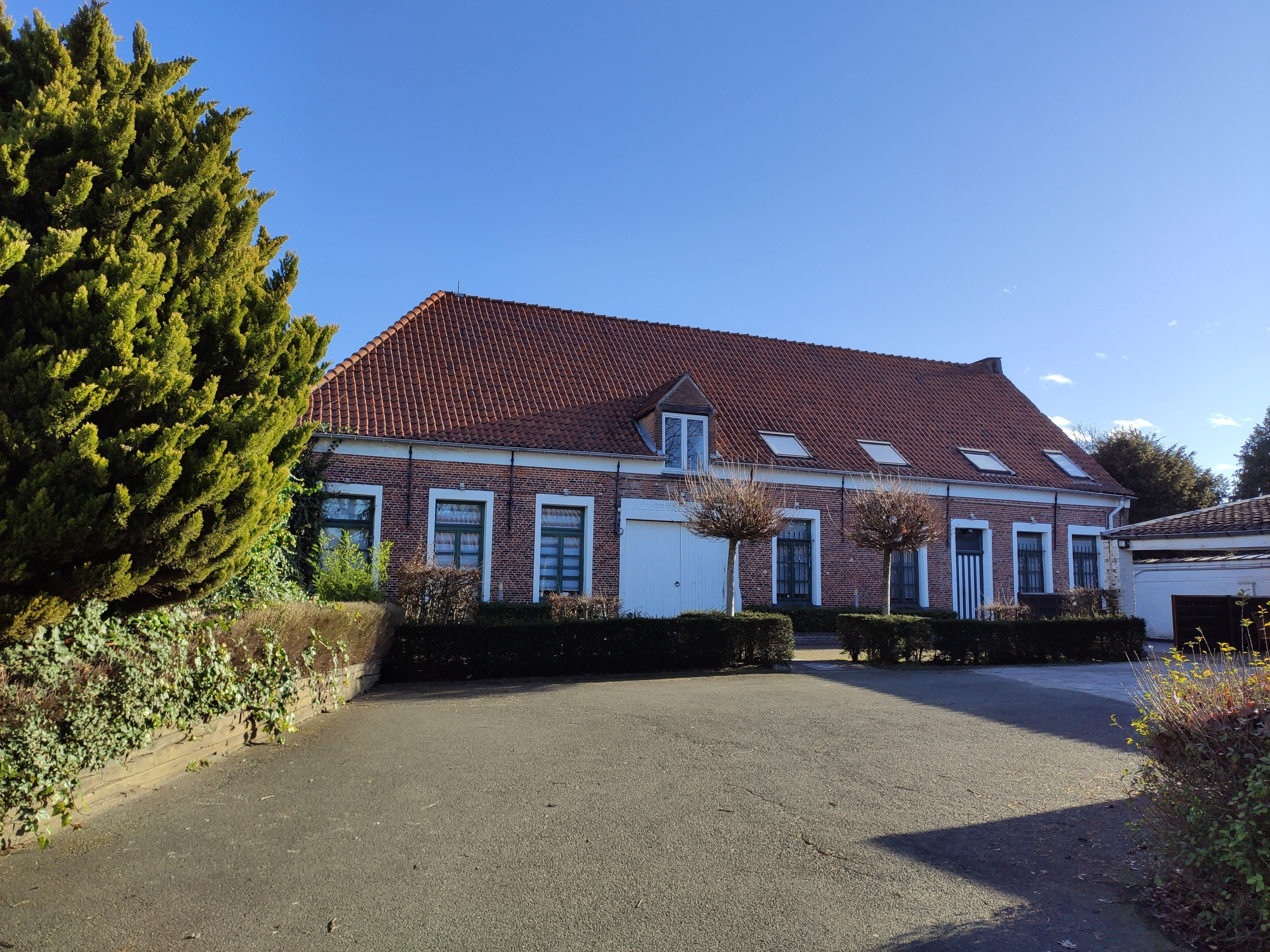
Het molenaarshuis
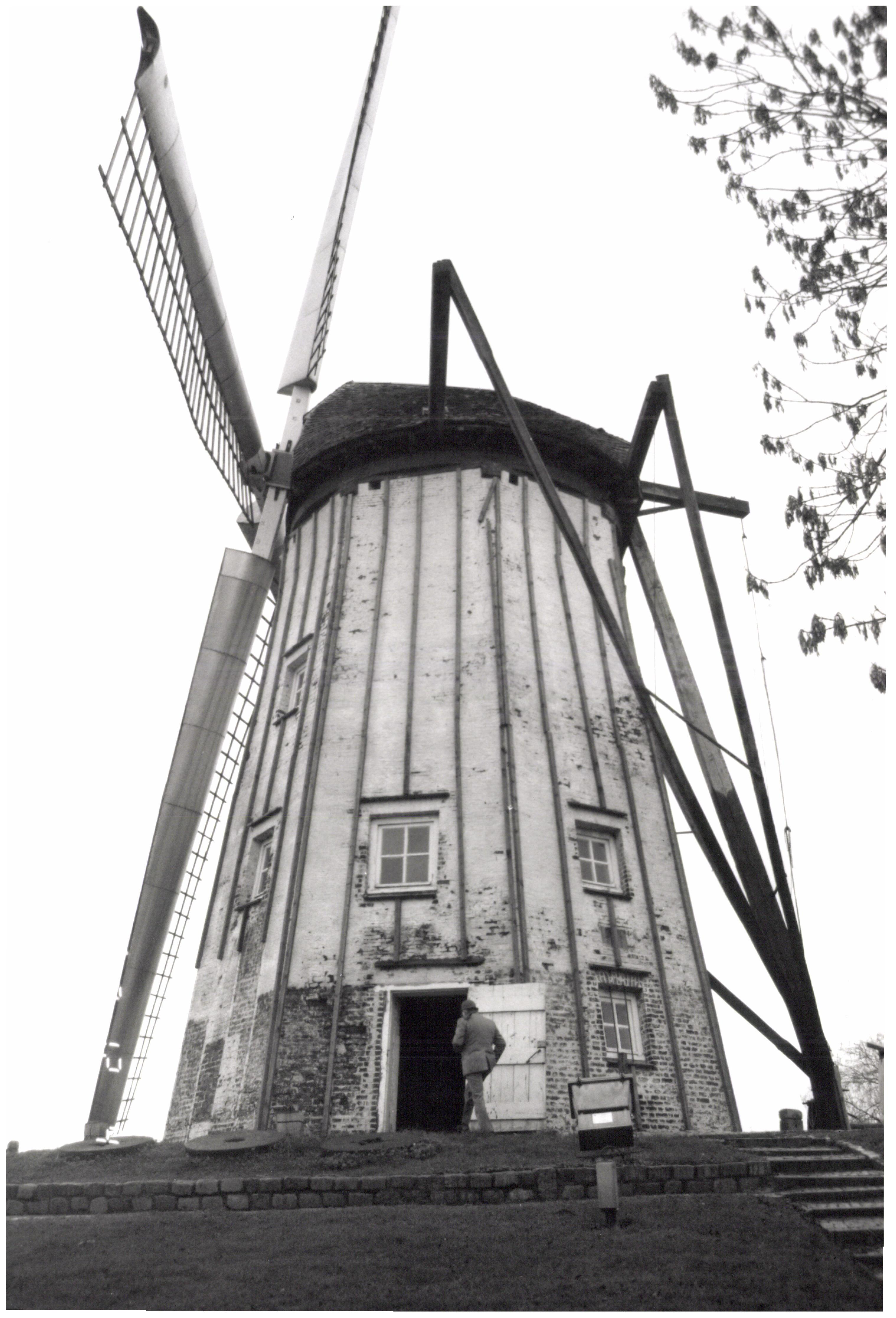
De Witte Molen in 1990